# Левин, Николай Павлович
Николай Павлович Левин (1840—1896) — российский общественный деятель, градоначальник Петрозаводска, купец.

## Биография
Родился в крестьянской семье. Вёл торговлю продовольствием.
Неоднократно избирался гласным Петрозаводского уездного земского собрания, председателем уездной земской управы, почётным мировым судьёй по Петрозаводскому уезду. Член Петрозаводской городской управы.
С 1875 года — гласный городской думы. Был членом торговой депутации, Олонецкого губернского податного присутствия, Олонецкого окружного общества спасания на водах.

В 1892—1893 годах — городской голова Петрозаводска.
В 1894 году был награждён серебряной медалью «За усердие».

## Семья
Жена — Матрёна Семёновна, урождённая Тулина (род. 1837). Сыновья — Александр (1870—1918), Константин (род. 1879), Михаил (род. 1883), дочери — Анна (род. 1867), Мария (род. 1875).